# Аверьянов, Пётр Иванович
Пётр Ива́нович Аверья́нов (5 октября 1867, станица Каргалинская, Терская область — 13 октября 1937, Белград, Югославия) — русский военный деятель и военный востоковед, генерал.
В течение 15 лет был ведущим специалистом Генерального Штаба по турецким вопросам и знатоком азиатской Турции и турецкой армии. Составил военно-географический обзор кавказско-турецкого театра военных действий. В 1899 году совершил поездку по Северному Азербайджану, в 1900 году опубликовал исследование по курдскому вопросу. За четыре года, проведенные в Эрзеруме в качестве военного атташе, хорошо изучил турецкие вооружённые силы. В 1908 году совершил поездку в Эрзинджан, собрал ценные сведения о состоянии турецкой армии, о настроениях в офицерской среде, политике турецкого правительства в отношении христианского населения Малой Азии.

## Биография
Родился 5 октября 1867 года. Православный. Был женат, имел двух дочерей.
Образование получил в Тифлисском кадетском корпусе.
- В службу вступил 01.10.1885.
- Окончил Николаевское инженерное училище (1888). Выпущен подпоручиком (ст. 09.08.1888) в 1-й Кавказский саперный батальон.
- Поручик (ст. 11.08.1890). Окончил Николаевскую академию Генерального Штаба (1894; по 1-му разряду).
- Штабс-капитан (ст. 18.05.1894). Состоял при Петербургском Военном Округе.
- Обер-офицер для поручений при штабе Кавказского Военного Округа (26.11.1894−31.03.1898).
- Капитан Генерального Штаба (ст. 24.03.1896).
- В 1897 был в загранкомандировке (по большей части при российском посольстве в Турции).
- Обер-офицер для особых поручений при Командующем войсками Кавказского Военного Округа (31.03.1898−22.04.1900).
- Цензовое командование ротой отбывал в 4-м Кавказском строевом батальоне (15.12.1898−15.12.1899).
- Штаб-офицер для особых поручений при Командующем войсками Кавказского Военного Округа (22.04.1900−10.07.1901).
- Подполковник (ст. 06.12.1900).
- Секретарь российского Генерального консульства в Эрзеруме (10.07.1901−31.05.1905).
- Полковник (ст. 06.12.1904).
- Начальник штаба Либавской крепости (31.05.1905−28.06.1906).
- Цензовое командование батальоном отбывал в 178-м пехотном Венденском полку (01.05.−01.09.1906).
- Делопроизводитель Главного Управления Генерального Штаба — ГУГШ (28.06.1906−17.04.1908; в разведывательном отделении).
- Командир 16-го гренадерского Мингрельского полка (17.04.1908−12.06.1910).
- Обер-квартирмейстер ГУГШ (12.06.1910−27.03.1914).
- Генерал-майор (пр. 1910; ст. 06.12.1910; за отличие).
- Начальник штаба Иркутского Военного Округа (с 27.03.1914).
- С 20.11.1914 и. д. начальника мобилизационного отдела ГУГШ.
- Генерал-лейтенант (пр. 22.03.1915; ст. 06.12.1916).
- С 10.08.1916 на время войны и. д. начальника Генерального Штаба. Организовал кредит для Сербии в размере 60 миллионов золотых рублей.
- 02.04.1917 в ходе чистки аппарата Военного министерства был утвержден в должности, но уже 15.05.1917 переведен в распоряжение военного министра.
- С 15.05.1917 главный начальник снабжений Кавказского фронта.
- В 1917 генеральный комиссар и Главноуправляющий турецкими областями, занятыми русскими войсками по праву войны.
- 14.05.1918 назначен главным начальником снабжений Кавказского фронта и помощником главного начальника Кавказского военного округа.
- В 1918−1920 в распоряжении Главнокомандующего Добровольческой армией, затем ВСЮР. Некоторое время замещал помощника начальника Военного управления ВСЮР — генерала В. Е. Вязьмитинова.

После эвакуации в 1920 году Русской армии из Крыма — уехал в Турцию, а оттуда — в Югославию (Королевство СХС), служил в гарнизоне сербской армии в Великая Градишта на должности командира гарнизона, позже преподавал в Военной Академии Югославии вышел на пенсию в 1936 году.
Скончался в Белграде 13 октября 1937 года. Похоронен на Новом кладбище.

## Награды
- Орден Святого Станислава 3-й степени (1897)
- Орден Святой Анны 3-й степени (1901)
- Орден Святого Станислава 2-й степени (1903)
- Орден Святой Анны 2-й степени (1906)
- Орден Святого Владимира 4-й степени (1910)
- Орден Святого Владимира 3-й степени (1912)
- Орден Святого Станислава 1-й степени (ВП 06.12.1914)
- Орден Святой Анны 1-й степени (ВП 13.06.1915)[2]
- Орден Святого Владимира 2-й степени (ВП 30.07.1915)

## Научные труды и публикации
Имел ряд публикаций:
- Доклад об организации разведки в Турции в военное время (1903) РГВИА, ф. 1300, оп. 1, д. 207, л. 84-207,
- Доклад об организации разведки в Турции в военное время (1908) РГВИА, ф. 1300, оп. 1, д. 269, л. 148-156,
- Краткий отчёт о поездке, с Высочайшего соизволения, с визитом к маршалу турецкого IV-го корпусного округа двух штаб-офицеров русского Генерального штаба (полковника Аверьянова и полковника Максимова) РГВИА, ф. 2000, оп. 1, д. 6968, л. 88-94а,
- Страницы прошлого, 1879-1921 (1929, рукопись) ГАРФ, ф. Р-7332,
- Краткий военный обзор Кавказско-турецкого театра военных действий, Тифлис, изд. штаба Кавказского военного округа, 1896,
- Краткий обзор военных действий на Эриванском театре в кампанию 1828-1829, 1853-55 и 1877-78 гг. - Приложение к полевой поездке офицеров ГШ в 1896 г. Тифлис, б. г.
- Курды в война России с Персией и Турцией в течение XIX столетия. Современное политическое положение турецких, персидских и русских курдов. Исторический очерк. Тифлис, изд. отдела Генерального штаба при штабе Кавказского военного округа, 1900
- Отчёт о поездке по Северному Азербайджану в конце 1899 года, Тифлис, изд. отдела Генерального штаба при штабе Кавказского военного округа, 1900, ч. I-II (в соавторстве с Я. Ф. Шкинским),
- Краткий военный обзор Кавказско-турецкого театра военных действий, Тифлис, изд. штаба Кавказского военного округа, 1905, вып. VII (в соавторстве с Добошинским),
- и др.